# 佩克頓維爾 (馬里蘭州)
佩克頓維爾（英語：Pecktonville）是位於美國馬里蘭州華盛頓縣的一個普查規定居民點。

## 人口
根據2020年美國人口普查的數據，佩克頓維爾的面積為1.52平方千米，當中陸地面積為1.52平方千米，而水域面積為0.00平方千米。當地共有人口164人，而人口密度為每平方千米107.89人。